# 印度達里奧鱸
印度達里奧鱸，為輻鰭魚綱鱸形目鱸亞目棕鱸科的其中一種，分布於亞洲印度淡水流域，為熱帶淡水魚類，稀少的個體可長到3.5～4公分，雄性通常一般不超過2公分，雌性大約1.3公分，棲息在水質清澈且水生植物生長的底中層水域，生活習性不明，可做為觀賞魚。

## 經濟價值
可作為觀賞魚，商品名為 「火焰變色龍」、「火焰變色魚」。適合在酸性水中生活，喜食活餌，常見於隱蔽處。底層活動，體色可隨環境而改變[2]。